# 馮敬文
馮敬文（英語：Fung Ging Man，1914或1915年—1994年5月8日），香港著名反派男演員。

## 生平
馮敬文出生於上海。1937年於香港開展電影生涯，首部作品為南洋電影公司的《少婦的瘋狂》。
1933年還在讀中學的馮敬文時常在土瓜灣與電影公司「天一」職員接觸，熟絡後開始當臨時演員及成為臨時演員的介紹人，後來再轉為正式演員。有說他於抗戰時期曾組織兄弟阻止黑幫掠奪電影工作者，並打開囤積圖利的米商之米倉，賑濟貧民及難民。
電影生涯多數飾演歹角，且以配角為主，常見造型是頭戴呢帽，身穿唐裝短打。1983年《電影雙周刊》一篇關於甘草演員的特輯中，關注特約演員權益的業界人士李壽祺，被問及馮敬文在現實中也是黑幫打手的傳聞，他回答馮敬文在現實中與一些該類人物稔熟，因而演繹神似。1960年代粵語片《倚天屠龍記》中飾演少林高僧是其鮮有的正派角色演出。
據導演盧敦，粵語慣用語「茄喱啡」、「卡啦囌」均始於馮敬文：某天馮敬文在海灘拍攝電影時，看見一對洋人男女在談論海灘上一群罕見的小型動物，他衝口而出以「茄喱啡」一語向身旁的白燕等劇組人員形容該群動物，但馮本人亦說不出此語有何意義，可能是情急之下胡言亂語，有人認為「茄喱啡」乃出自那對洋人口中的英語詞語在他腦中留下的印象；此後馮敬文便習慣以「茄喱啡」稱呼不明動物乃至不明人物，可能因他是臨時演員的領班，「茄喱啡」一語後來成為臨時演員的代稱；「卡啦囌」一語的情況亦相似，某天他拍攝另一電影時，在海灘污泥上與張瑛糾纏，期間被不明動物滋擾，他衝口而出以意義不明的「卡啦囌」稱呼該動物。《電影雙周刊》悼念馮敬文的文章，亦記載了以「茄喱啡」稱呼臨時演員是馮所創的傳聞。
馮敬文曾表示自己於六七暴動時期曾與朋友合作投資電影，更邀得當紅的陳寶珠參演，但因動亂以致票房慘淡。他認為投資電影的投機性很大，對此有很大戒心。
1980年代曾於麗的電視演出。
1994年5月8日病逝，享年79歲。

## 電影作品
- 《少婦的瘋狂》（1937）
- 《洪承疇》（1940）
- 《古屋情魔》（1941）
- 《西廂記》（1947）
- 《審死官》（1948）
- 《不如歸》（1949）
- 《人海萬花筒》（1950）
- 《皆大歡喜》（1951）
- 《花開燕子歸》（1952）
- 《明月冰心》（1953）
- 《萬里行屍》（1954）
- 《山河戀》（1955）
- 《999命案》（1956）
- 《水滸傳知取生辰綱》（1957）
- 《獨立橋之戀》（1959）
- 《我要活下去》（1960）
- 《步步驚魂》（1961）
- 《嫂夫人》（1962）
- 《秦淮世家》（1963）
- 《生神仙》（1964）
- 《倚天屠龍記第三集》（1965）
- 《玉女追凶》（1966）
- 《女黑俠威震地獄門》（1967）
- 《歡樂歌聲處處聞》（1967）[11]
- 《黃飛鴻醉打八金剛》（1968）
- 《江湖第一劍》（1969）
- 《昨天今天明天》（1970）
- 《歡樂時光》（1970）
- 《飛俠神刀》（1971）
- 《風月奇譚》（1972）
- 《江湖行》（1973）
- 《李小龍的生與死》（1973）
- 《朋友》（1974）
- 《鬼馬雙星》（1974）
- 《成記茶樓》（1974）
- 《阿牛入城記》（1975）
- 《大哥成》（1975）
- 《天才與白痴》（1975）
- 《乾隆皇奇遇記》（1976）
- 《龍門秘指》（1976）
- 《阿茂正傳》（1976）
- 《李小龍傳奇》（1976）
- 《三少爺的劍》（1977）
- 《發錢寒》（1977）
- 《黃飛鴻四大弟子》（1977）
- 《蛇形刁手》（1978）
- 《肥龍過江》（1978）
- 《醉拳》（1978）
- 《六三三》（1979）
- 《林世榮》（1979）
- 《甩牙老虎》（1980）
- 《連城訣》（1980）
- 《鬼打鬼》（1980）
- 《鬼馬智多星》（1981）[1]
- 《千王鬥千霸》（1981）
- 《陸小鳳之決戰前後》（1981）
- 《阿燦有難》（1981）
- 《最佳拍檔》（1982）
- 《小生怕怕》（1982）
- 《八彩林亞珍》（1982）
- 《奇謀妙計五福星》（1983）
- 《少爺威威》（1983）
- 《A計劃》（1983）
- 《上天救命》（1984）
- 《大小不良》（1984）
- 《貓頭鷹與小飛象》（1984）
- 《時來運轉》（1985）
- 《補鑊英雄》（1985）
- 《龍的心》（1985）
- 《皇家大賊》（1985）
- 《聖誕奇遇結良緣》（1985）
- 《最佳拍檔之千里救差婆》（1986）
- 《神勇雙響炮續集》（1986）
- 《最佳福星》（1986）
- 《開心鬼撞鬼》（1986）
- 《爛賭英雄》（1987）
- 《奸人本色》（1988）
- 《福星闖江湖》（1989）
- 《精裝追女仔之3狼之一族》（1989）[1]
- 《吉星拱照》（1990）
- 《表姐，妳好嘢！》（1990）

## 家庭
一名女兒於1968年出嫁；一名兒子1970年娶妻。

## 備註
1. ↑  盧敦指「茄喱啡」一事發生在拍攝中聯影業公司的《海》時，「卡啦囌」一事發生在拍攝南國影片公司的《珠江淚》時，兩事相隔不久。然而，《海》一片是1963年的作品，《珠江淚》則是1950年，相距甚遠，故當中必然有一部分記憶是錯誤。
2. ↑  近代有傳媒指馮敬文是藝人馮峰之親兄弟，馮素波及馮寶寶之伯父或叔父[4][5][6]。然而，據馮素波後來出版的著作，原籍中山、原名馮宜勝的馮峰只有兄馮華勝及弟馮炳勝，沒指出他們其一是馮敬文，馮素波更對三叔馮炳勝有詳細描寫[13]；而且當年馮敬文兒女婚宴的報道（正值馮寶寶等人當紅時期）、專業刊物《電影雙周刊》對馮敬文的專訪及對其逝世的報道，都未有提及馮峰，故此說不可取。